# Atractocerus bifasciatus
Atractocerus bifasciatus is een keversoort uit de familie Lymexylidae. De wetenschappelijke naam van de soort is voor het eerst geldig gepubliceerd in 1874 door Gestro.